# William Scharling
Hans William Scharling (født 22. september 1837 i København, død 29. april 1911 på Frederiksberg) var en dansk professor i nationaløkonomi, der var finansminister i Hannibal Sehesteds Højre-regering, der sad fra 27. april 1900 – 24. juli 1901. Han var tillige medlem af Folketinget og af Københavns Borgerrepræsentation.
Han blev student fra Metropolitanskolen 1855; cand.jur. 1861, og modtog Universitetets guldmedalje 1862. Scharling blev professor i nationaløkonomi ved Københavns Universitet i 1869 på afhandlingen Pengenes synkende Værdi, belyst ved danske Aktstykker. Han havde forinden studeret ved flere universiteter i udlandet. Som professor forfattede han flere lærebøger, hvoraf en enkelt, Bankpolitik, sågar blev oversat til tysk. Han var professor indtil 1900 og igen fra 1901.
Politisk-økonomisk var han tilhænger af protektionismen. Han blev medlem af Folketinget for København 4. Kreds 1876-98. Som senere minister arbejdede han for en skattereform, men var stor modstander af at indføre en egentlig indkomstbeskatning. I 1872 var han medstifter af Nationaløkonomisk Forening. Han var Kommandør af 1. grad af Dannebrogordenen og Dannebrogsmand.
Korresponderende medlem af Kungliga Vetenskapsakademien, af Commission Centrale de Statistique de Belgique og af Société d'Economie Politique, medlem af Institut International de Statistique. Inspektør ved Universitetets Kvæstur; kontrollerende direktør for Det kgl. octroyede almindelige Brandassurance Compagni, direkter for Statsanstalten for Livsforsikring; Medlem af Nationalbankens repræsentantskab; formand for Nordisk Forening til økonomisk Samarbejde; formand i bestyrelsen for De danske Spritfabrikker, formand i repræsentantskabet for Laane- og Spareforeningen for Embeds- og Bestillingsmænd og i bestyrelsen for Foreningen for Alderdoms Friboliger.
Scharling er begravet på Assistens Kirkegård i København. 

## Publikationer
- Indledning til den politiske økonomi (1868)
- Pengenes synkende Værdi, belyst ved danske Aktstykker (1869)
- Grundrids af den rene Arbejdslære (1870)
- Værdilære (1888)
- Bankpolitik (1900)
- Værdilærens Udvikling 1871-1900 (1903)
- Handels- og Toldpolitik (1905)
- Samfundsproduktionen (1908)
- Handel, Værdi og Penge (1909-10)
- Medudgiver af Danmarks Statistik (1878-87 og 1891).

## Literatur
- Kraks Blaa Bog 1910
- Marcus Rubin (1. januar 1911), "William Scharling. 22. September 1837 — 29. April 1911.", Nationaløkonomisk Tidsskrift, Wikidata  Q128242881